# Sankt-Sargis-Kloster von Gag

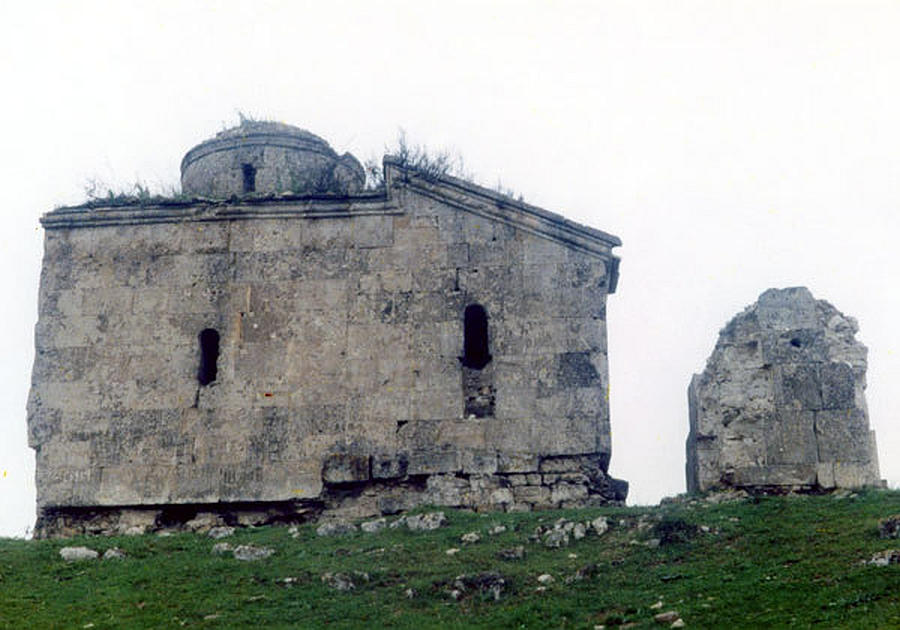
Reste des Sankt-Sargis-Kloster von Gag, 2008.

Sankt-Sargis-Kloster von Gag (armenisch Գագա Սուրբ Սարգիս Վանք Gaga Surb Sargis Vank, aserbaidschanisch Avey kilsəsi, russisch Монастырь Святого Саркиса на горе Сурбсаркис) ist ein heute ruiniertes armenisch-apostolisches Kloster aus dem Frühmittelalter im Rayon Qazax von der Republik von Aserbaidschan.
Das Sankt-Sargis-Kloster befindet sich etwa 500 Meter östlich der heutigen Grenze zu Armenien, und vier Kilometer westlich des Dorfes Dasch Salachly. Das Sargis-Kloster wurde auf der Spitze des Bergs Gag errichtet, insgesamt etwa 922 Meter über dem Meeresspiegel und 420 Meter vom Fuße des Berges entfernt.